# Partit Liberal Verd de Suïssa
EL Partit Liberal Verd de Suïssa (alemany Grünliberale Partei der Schweiz, glp; francès Parti Vert-Libéral, pvl) és un partit polític de Suïssa, fundat el 19 de juliol de 2007 per quatre partits cantonals del mateix nom de Basilea-Camp, Berna, Sankt Gallen i Zuric. És un partit centrista, ambientalista i liberal verd.
A les eleccions federals suïsses de 2007 va obtenir l'1,4% dels vots i tres escons al Consell Nacional. El 25 de novembre del 2007 una dirigent del partit, Verena Diener, fou escollida membre del Consell d'Estats de Suïssa.
Actualment té seccions a 13 cantons Zuric, St. Gallen, Basilea-Camp, Berna, Zug, Thurgau, Basilea-Ciutat, Grisons, Lucerna, Aargau, Solothurn, Friburg i Vaud.

## Resultats electorals

### Consell Nacional
| Any  | Vots    | Vots | Escons al CN | +/- | Pos. | Escons al CE | +/- |
| Any  | Vots    | %    | Escons al CN | +/- | Pos. | Escons al CE | +/- |
| ---- | ------- | ---- | ------------ | --- | ---- | ------------ | --- |
| 2007 | 33.104  | 1,4  | 3 / 200      | Nou | 7è   | 1 / 46       | Nou |
| 2011 | 131.436 | 5,4  | 12 / 200     | 9   | 6è   | 2 / 46       | 1   |
| 2015 | 116.635 | 4,6  | 7 / 200      | 5   | 6è   | 0 / 46       | 2   |
| 2019 | 189.162 | 7,8  | 16 / 200     | 9   | 6è   | 0 / 46       | =   |
| 2023 | 192,944 | 7.55 | 10 / 200     | 6   | 6è   | 1 / 46       | 1   |